# (28643) Kellyzhang
(28643) Kellyzhang est un astéroïde de la ceinture principale d'astéroïdes.

## Description
(28643) Kellyzhang est un astéroïde de la ceinture principale d'astéroïdes. Il fut découvert le 30 mars 2000 à Socorro (Nouveau-Mexique) par le projet LINEAR. Il présente une orbite caractérisée par un demi-grand axe de 2,29 UA, une excentricité de 0,11 et une inclinaison de 4,1° par rapport à l'écliptique.

## Compléments